# روبن بوفلدا
روبن بوفلدا (بالهولندية: Robin Buwalda)‏ (17 أغسطس 1994 بلايدسخيندام في هولندا - ) هو لاعب كرة قدم هولندي في مركز الدفاع. لعب مع أدو دين هاغ وفي في في فينلو.